# Europees kampioenschap dammen 2010
Het Europees kampioenschap dammen 2010 werd van 25 t/m 31 augustus 2010 in Murzasichle met 65 deelnemers volgens het zwitsers systeem gespeeld. 
Elke speeldag werd 1 ronde gespeeld behalve op 25 en 27 augustus toen 2 rondes werden gespeeld. 
De eerste 5 aankomenden plaatsten zich voor het wereldkampioenschap 2011.
Aleksandr Georgiejev werd kampioen met 13 punten uit 9 partijen.
Op 1 punt achterstand volgden 6 spelers waarvan Moerodoello Amrillajev op grond van de gemiddelde FMJD-rating van de tegenstanders als 2e eindigde voor Pim Meurs, Edvardas Bužinskis, Vadim Virny, Martin Dolfing en Ron Heusdens. 
12 spelers deelden met 11 punten de 8e plaats, waaronder Roel Boomstra (8e op grond van gemiddelde tegenstand) en Alexander Baljakin (11e). 
Overige voor Nederland uitkomende deelnemers waren Erik van de Weerdhof (24e, 10 pt.), Kees Thijssen (30e, 9 pt.), Edwin de Jager (32e, 9 pt.), Peter van der Stap (39e, 9 pt.) en Frits Luteijn (42e, 9 pt.). 
Er was 1 Belgische deelnemer namelijk Marc De Meulenaere die met 10 punten op de 28e plaats eindigde.

## Eindklassement algemeen
| plaats | speler                 | land        | punten |
| ------ | ---------------------- | ----------- | ------ |
| 1      | Aleksandr Georgiejev   | Rusland     | 13     |
| 2      | Moerodoello Amrillajev | Rusland     | 12     |
| 3      | Pim Meurs              | Nederland   | 12     |
| 4      | Edvardas Bužinskis     | Litouwen    | 12     |
| 5      | Vadim Virny            | Duitsland   | 12     |
| 6      | Martin Dolfing         | Nederland   | 12     |
| 7      | Ron Heusdens           | Nederland   | 12     |
| 8      | Roel Boomstra          | Nederland   | 11     |
| 9      | Aleksej Domchev        | Litouwen    | 11     |
| 10     | Guntis Valneris        | Letland     | 11     |
| 11     | Alexander Baljakin     | Wit-Rusland | 11     |
| 12     | Ajnoer Sjajbakov       | Rusland     | 11     |
| 13     | Aleksandr Getmanski    | Rusland     | 11     |
| 14     | Artem Ivanov           | Oekraïne    | 11     |
| 15     | Andrej Toltsjikov      | Wit-Rusland | 11     |
| 16     | Aleksej Tsjizjov       | Rusland     | 11     |
| 17     | Mariusz Adamaszek      | Polen       | 11     |
| 18     | Lukasz Kosobudzki      | Polen       | 11     |
| 19     | Yuri Lagoda            | Oekraïne    | 11     |
| 20     | Aleksandr Schwarzman   | Rusland     | 10     |
| 21     | Andrej Kalmakov        | Rusland     | 10     |
| 23     | Raimonds Vipulis       | Letland     | 10     |
| 24     | Erik van de Weerdhof   | Nederland   | 10     |
| 25     | Sjargej Nasevitsj      | Wit-Rusland | 10     |
| 26     | Igor Kirzner           | Oekraïne    | 10     |
| 28     | Marc De Meulenaere     | België      | 10     |
| 30     | Kees Thijssen          | Nederland   | 9      |
| 32     | Edwin de Jager         | Nederland   | 9      |
| 39     | Peter van der Stap     | Nederland   | 9      |
| 42     | Frits Luteijn          | Nederland   | 9      |
| 44     | Natalia Sadowska       | Polen       | 8      |
| ..     | ...                    |             |        |
| 65     | Zenon Mieszkowski      | Polen       | 3      |